# Sean Paul
Sean Paul Henriques, kendt som Sean Paul, (født 9. januar 1973 i Kingston, Jamaica) er en jamaicansk dancehall- og reggaesanger.

## Diskografi

### Albums
- Stage One (2000)
- Dutty Rock (2002)
- The Trinity (2005)
- Imperial Blaze (2009)
- Tomahawk Technique (2012)
- Full Frequency (2014)
- Live n Livin (2021)
- Scorcha (2022)[2]

## Musikvideoer

### Egne videoer
- Gimme the Light
- Get Busy
- Like Glue
- I'm Still In Love With You (feat. Sasha)
- We Be Burnin
- Ever Blazin
- Temperature
- give it up to me (feat. Keyshia Cole)

### Medvirken i andres
- Baby Boy (Beyonce Knowles)
- Breathe (Blu Cantrell)
- Feel It (Erick Sermon)
- Make It Clap (Remix) (Busta Rhymes)
- Do You Remember (Jay Sean)
- Pust it (Pretty Ricky)
- Make My Love Go (Jay Sean)

## Priser
- 2004: Grammy Award- Beste Reggae Album (Dutty Rock)
- 2005: Billboard Music Award – Selling Reggae Artist of the Year
- 2005: Billboard Music Award – Top Selling Reggae Album of the Year (The Trinity)

## Diverse links
- Sean Paul på DR musik
- Sean Paul på Allmusic
- Sean Paul på Discogs
- Sean Paul på Discogs
- Sean Paul på MusicBrainz
- Sean Paul på Last.fm
- Sean Paul på Myspace
- Sean Paul på SoundCloud
- Sean Paul på Internet Movie Database (engelsk)
- Sean Paul på The Movie Database (engelsk)
- Officiel hjemmeside

- Wikimedia Commons har flere filer relateret til Sean Paul